# Liga Europea de la EHF 2020-21
La Liga Europea de la EHF 2020-21 fue la 40.ª edición de la segunda competición de balonmano más importante a nivel europeo, aunque la primera con la denominación de Liga Europea de la EHF y con un cambio de formato respecto a ediciones anteriores.
La Liga Europea sustituyó desde esta temporada a la Copa EHF, que era la segunda competición en importancia a nivel europeo, con el objetivo de conseguir un torneo más competitivo.

## Formato
La nueva competición trae consigo un cambio de formato, aumentando la fase previa a más equipos, así como la fase de grupos, que se vio ampliada de 16 equipos a 24, dentro de 4 equipos de 6 cada uno.
Los cuatro mejores equipos de cada grupo se clasifican para los octavos de final, y los ganadores de cada eliminatoria de octavos, pasan a los cuartos de final.
Por último, tendrá lugar una Final Four para dirimir el campeón de la competición.

## Fase clasificatoria

### Primera ronda
Para las rondas de clasificación, la EHF decidió dividir a los clubes en tres zonas, cada una con una serie de cabezas de serie, y otros equipos que no lo son.
|  | Zona 1 Cabezas de serie - SKA Minsk - RK Butel Skopje - RK Metalurg - AHC Potaissa Turda - Dinamo Viktor Stavropol No cabezas de serie - HRK Gorica - RK Spačva Vinkovci - Gyöngyösi KK - HC Dobrogea Sud Constanţa - CSKA Moscú | Zona 2 Cabezas de serie - Team Tvis Holstebro - MT Melsungen - ØIF Arendal - KS Azoty-Puławy - HK Malmö No cabezas de serie - Bjerringbro-Silkeborg - Skjern HB - Valur Reykjavik - Haslum HK - IFK Kristianstad | Zona 3 Cabezas de serie - RK Dubravka - Bidasoa Irún - SL Benfica - RK Trimo Trebnje - Pfadi Winterthur No cabezas de serie - HB Fivers Margareten - Pays d'Aix UCH - Handball Esch - Os Belenenses - HC Kriens |  |

| Equipo 1                  | Agr.         | Equipo 2                | Ida          | Vuelta |
| ------------------------- | ------------ | ----------------------- | ------------ | ------ |
| AHC Potaissa Turda        | 56-53        | HRK Gorica              | 24-26        | 32-27  |
| HC Dobrogea Sud Constanţa | 54-45        | Dinamo Viktor Stavropol | 26-18        | 28-27  |
| SKA Minsk                 | 50-56        | CSKA Moscú              | 25-25        | 25-31  |
| Gyöngyösi KK              | 58-46        | RK Butel Skopje         | 34-21        | 24-25  |
| RK Metalurg               | 60-57        | RK Spačva Vinkovci      | 35-28        | 25-29  |
| Team Tvis Holstebro       | no disputado | Valur Reykjavík         |              |        |
| IFK Kristianstad          | no disputado | ØIF Arendal             |              |        |
| Bjerringbro-Silkeborg     | 57-51        | MT Melsungen            | 31-27        | 26-24  |
| Skjern HB                 | 53-51        | HK Malmö                | 27-26        | 26-25  |
| KS Azoty-Puławy           | no disputado | Haslum HK               |              |        |
| SL Benfica                | 62-64        | HB Fivers Margareten    | 28-26        | 34-38  |
| Pfadi Winterthur          | 33-30        | Handball Esch           | No disputada | 33-30  |
| Pays d'Aix UCH            | 25-30        | Bidasoa Irún            | No disputada | 25-30  |
| Os Belenenses             | 49-56        | RK Trimo Trebnje        | 23-28        | 26-28  |
| HC Kriens                 | 57-46        | RK Dubravka             | 29-27        | 28-19  |

### Segunda ronda
En esta ronda se incorporan equipos que estaban exentos en la primera ronda de clasificación como el Montpellier HB, el Rhein-Neckar Löwen o el BM Benidorm.
| Equipo 1                  | Agr.  | Equipo 2             | Ida   | Vuelta |
| ------------------------- | ----- | -------------------- | ----- | ------ |
| HC Dobrogea Sud Constanţa | 48-49 | Sporting CP          | 27-27 | 21-22  |
| KS Azoty-Puławy           | 46-49 | IFK Kristianstad     | 24-25 | 22-24  |
| BM Benidorm               | 0-10  | HB Fivers Margareten | 34-31 | 0-10   |
| Team Tvis Holstebro       | 49-54 | Rhein-Neckar Löwen   | 22-28 | 27-26  |
| Bjerringbro-Silkeborg     | 50-55 | CSKA Moscú           | 26-23 | 24-32  |
| AHC Potaissa Turda        | 62-66 | Fenix Toulouse HB    | 35-35 | 27-31  |
| Bidasoa Irún              | 54-56 | RK Nexe Našice       | 30-27 | 24-29  |
| RK Metalurg               | 47-46 | HC Kriens            | 26-24 | 21-22  |
| GOG Gudme                 | 64-59 | Pfadi Winterthur     | 33-24 | 31-35  |
| Skjern HB                 | 60-63 | Montpellier HB       | 31-30 | 29-33  |
| Gyöngyösi KK              | 47-61 | Füchse Berlin        | 23-25 | 24-36  |
| RK Trimo Trebnje          | 23-22 | Balatonfüredi KSE    |       | 23-22  |

## Fase de grupos
El sorteo de la fase de grupos de la competición se llevó a cabo el 2 de octubre de 2020, y en él se incorporaron equipos que estaban exentos de jugar la fase previa, como fue el caso del Ademar León, que quedó encuadrado en el grupo A.

### Grupo A
| Local \ Visitante  | ADE   | CHM   | FEN   | FIV   | MET   | WPL   |
| ------------------ | ----- | ----- | ----- | ----- | ----- | ----- |
| Ademar León        | —     | 33–32 | 26–26 | 30–28 | 41–32 | 32–27 |
| Chejovskie Medvedi | 34–35 | —     | 10–0  | 30–25 | 40–27 | 27–28 |
| Fenix Toulouse     | 28–28 | 29–32 | —     | 29–25 | 33–29 | 25–26 |
| Fivers Margareten  | 33–33 | 30–32 | 37–32 | —     | 45–30 | 22–30 |
| RK Metalurg        | 27–27 | 32–37 | 10–0  | 33–33 | —     | 19–38 |
| Wisła Płock        | 29–22 | 25–27 | 27–25 | 32–23 | 35–20 | —     |

| Pos | Equipo             | PJ | PG | PE | PP | GF  | GC  | Dif | Pts | Calificación              |
| --- | ------------------ | -- | -- | -- | -- | --- | --- | --- | --- | ------------------------- |
| 1º  | Orlen Wisła Płock  | 10 | 8  | 0  | 2  | 297 | 242 | +55 | 16  | Avanza a octavos de final |
| 2º  | Ademar León        | 10 | 5  | 4  | 1  | 307 | 296 | +11 | 14  | Avanza a octavos de final |
| 3º  | Chejovskie Medvedi | 10 | 7  | 0  | 3  | 301 | 264 | +37 | 14  | Avanza a octavos de final |
| 4º  | Fivers Margareten  | 10 | 2  | 2  | 6  | 301 | 311 | -10 | 6   | Avanza a octavos de final |
| 5º  | Fenix Toulouse HB  | 10 | 2  | 2  | 6  | 227 | 250 | -23 | 6   | Eliminado                 |
| 6º  | RK Metalurg        | 10 | 1  | 2  | 7  | 259 | 329 | -70 | 4   | Eliminado                 |

### Grupo B
| Local \ Visitante | DBU   | FUC   | KRI   | NIM   | SCP   | TAT   |
| ----------------- | ----- | ----- | ----- | ----- | ----- | ----- |
| Dinamo Bucarest   | —     | 26–26 | 28–29 | 29–27 | 25–27 | 32–30 |
| Füchse Berlin     | 33–29 | —     | 30–23 | 34–34 | 29–19 | 35–27 |
| IFK Kristianstad  | 31–22 | 23–36 | —     | 30–30 | 27–32 | 32–25 |
| USAM Nîmes        | 32–29 | 22–24 | 24–25 | —     | 27–24 | 25–20 |
| Sporting CP       | 31–32 | 10–0  | 27–26 | 26–30 | —     | 27–21 |
| HT Tatran Prešov  | 32–27 | 10–0  | 22–27 | 22–28 | 24–21 | —     |

| Pos | Equipo           | PJ | PG | PE | PP | GF  | GC  | Dif | Pts | Calificación              |
| --- | ---------------- | -- | -- | -- | -- | --- | --- | --- | --- | ------------------------- |
| 1º  | Füchse Berlin    | 10 | 6  | 2  | 2  | 247 | 223 | +24 | 14  | Avanza a octavos de final |
| 2º  | USAM Nîmes       | 10 | 5  | 2  | 3  | 279 | 263 | +16 | 12  | Avanza a octavos de final |
| 3º  | IFK Kristianstad | 10 | 5  | 1  | 4  | 273 | 276 | -3  | 11  | Avanza a octavos de final |
| 4º  | Sporting CP      | 10 | 5  | 0  | 5  | 244 | 241 | +3  | 10  | Avanza a octavos de final |
| 5º  | Dinamo Bucarest  | 10 | 3  | 1  | 6  | 279 | 298 | -19 | 7   | Eliminado                 |
| 6º  | HT Tatran Prešov | 10 | 3  | 0  | 7  | 233 | 254 | -21 | 6   | Eliminado                 |

### Grupo C
| Local \ Visitante    | ALI   | BES   | CSK   | MAG   | MHB   | NEX   |
| -------------------- | ----- | ----- | ----- | ----- | ----- | ----- |
| Alingsås HK          | —     | 30–29 | 23–31 | 30–29 | 25–33 | 23–27 |
| Beşiktaş JK          | 24–32 | —     | 23–35 | 23–41 | 26–36 | 25–31 |
| CSKA Moscú           | 28–27 | 32–24 | —     | 27–35 | 10–0  | 29–18 |
| SC Magdeburgo        | 36–21 | 41–22 | 37–30 | —     | 10–0  | 28–23 |
| Montpellier Handball | 32–21 | 40–16 | 0–10  | 30–32 | —     | 37–25 |
| RK Nexe Našice       | 35–30 | 32–26 | 32–31 | 24–32 | 22–23 | —     |

| Pos | Equipo               | PJ | PG | PE | PP | GF  | GC  | Dif  | Pts | Calificación              |
| --- | -------------------- | -- | -- | -- | -- | --- | --- | ---- | --- | ------------------------- |
| 1º  | SC Magdeburg         | 10 | 9  | 0  | 1  | 321 | 230 | +91  | 18  | Avanza a octavos de final |
| 2º  | CSKA Moscú           | 10 | 7  | 0  | 3  | 263 | 219 | +44  | 14  | Avanza a octavos de final |
| 3º  | Montpellier Handball | 10 | 6  | 0  | 4  | 231 | 197 | +34  | 12  | Avanza a octavos de final |
| 4º  | RK Nexe Našice       | 10 | 5  | 0  | 5  | 269 | 284 | -15  | 10  | Avanza a octavos de final |
| 5º  | Alingsås HK          | 10 | 3  | 0  | 7  | 262 | 304 | -42  | 6   | Eliminado                 |
| 6º  | Beşiktaş JK          | 10 | 0  | 0  | 10 | 238 | 350 | -112 | 0   | Eliminado                 |

### Grupo D
| Local \ Visitante     | EUR   | GOG   | KAD   | RNL   | TAB   | TTR   |
| --------------------- | ----- | ----- | ----- | ----- | ----- | ----- |
| Eurofarm Pelister     | —     | 32–31 | 25–25 | 10–0  | 21–19 | 33–26 |
| GOG Gudme             | 30–29 | —     | 34–28 | 32–37 | 30–28 | 32–31 |
| Kadetten Schaffhausen | 29–26 | 29–28 | —     | 27–34 | 27–23 | 24–21 |
| Rhein-Neckar Löwen    | 28–20 | 32–24 | 30–30 | —     | 37–30 | 31–28 |
| Tatabánya KC          | 21–24 | 32–35 | 30–32 | 26–32 | —     | 26–28 |
| RK Trimo Trebnje      | 28–24 | 27–30 | 0–10  | 29–35 | 32–28 | —     |

| Pos | Equipo                | PJ | PG | PE | PP | GF  | GC  | Dif | Pts | Calificación              |
| --- | --------------------- | -- | -- | -- | -- | --- | --- | --- | --- | ------------------------- |
| 1º  | Rhein-Neckar Löwen    | 10 | 8  | 1  | 1  | 296 | 256 | +40 | 17  | Avanza a octavos de final |
| 2º  | Kadetten Schaffhausen | 10 | 6  | 2  | 2  | 261 | 251 | +10 | 14  | Avanza a octavos de final |
| 3º  | GOG Gudme             | 10 | 6  | 0  | 4  | 306 | 305 | +1  | 12  | Avanza a octavos de final |
| 4º  | Eurofarm Pelister     | 10 | 5  | 1  | 4  | 244 | 237 | +7  | 11  | Avanza a octavos de final |
| 5º  | RK Trimo Trebnje      | 10 | 3  | 0  | 7  | 250 | 273 | -23 | 6   | Eliminado                 |
| 6º  | Tatabánya KC          | 10 | 0  | 0  | 10 | 263 | 298 | -25 | 0   | Eliminado                 |

## Fase eliminatoria

### Octavos final
| Equipo 1             | Agr.  | Equipo 2              | Ida   | Vuelta |
| -------------------- | ----- | --------------------- | ----- | ------ |
| GOG Gudme            | 68-61 | CSKA Moscú            | 33-31 | 35-30  |
| Sporting CP          | 53-54 | Orlen Wisła Płock     | 25-29 | 28-25  |
| Montpellier Handball | 59-52 | Kadetten Schaffhausen | 27-27 | 32-25  |
| Fivers Margareten    | 27-45 | Füchse Berlin         | 27-35 | 0-10   |
| IFK Kristianstad     | 68-58 | Ademar León           | 34-27 | 34-31  |
| Eurofarm Pelister    | 48-67 | SC Magdeburg          | 24-32 | 24-35  |
| Chejovskie Medvedi   | 54-49 | USAM Nîmes            | 30-25 | 24-24  |
| RK Nexe Našice       | 52-54 | Rhein-Neckar Löwen    | 25-27 | 27-27  |

### Cuartos de final
| Equipo 1             | Agr.  | Equipo 2           | Ida   | Vuelta |
| -------------------- | ----- | ------------------ | ----- | ------ |
| GOG Gudme            | 56-58 | Orlen Wisła Płock  | 30-27 | 26-31  |
| Montpellier Handball | 55-60 | Füchse Berlin      | 32-29 | 23-31  |
| IFK Kristianstad     | 59-73 | SC Magdeburg       | 28-34 | 31-39  |
| Chejovskie Medvedi   | 60-69 | Rhein-Neckar Löwen | 33-32 | 27-37  |

### Final Four
|  | Semifinales        | Semifinales   |              |    | Final | Final |
|  |                    |               |              |    |       |       |
|  | 22 de mayo         |               |              |    |       |       |
|  |                    |               |              |    |       |       |
|  | SC Magdeburg       | 30            |              |    |       |       |
|  | SC Magdeburg       | 30            | 23 de mayo   |    |       |       |
|  | Orlen Wisła Płock  | 29            |              |    |       |       |
|  | Orlen Wisła Płock  | 29            | SC Magdeburg | 28 |       |       |
|  | 22 de mayo         |               | SC Magdeburg | 28 |       |       |
|  |                    | Füchse Berlin | 25           |    |       |       |
|  | Rhein-Neckar Löwen | Füchse Berlin | 25           | 32 |       |       |
|  | Rhein-Neckar Löwen |               |              | 32 |       |       |
|  | Füchse Berlin      | 35            |              |    |       |       |
|  | Füchse Berlin      | 35            | 3º Puesto    |    |       |       |
|  |                    |               |              |    |       |       |
|  | 23 de mayo         |               |              |    |       |       |
|  |                    |               |              |    |       |       |
|  | Orlen Wisła Płock  | 27            |              |    |       |       |
|  | Orlen Wisła Płock  | 27            |              |    |       |       |
|  | Rhein-Neckar Löwen | 32            |              |    |       |       |

| Liga Europea de la EHF 2020-21 |
| ------------------------------ |
|                                |
| SC Magdeburg 4.o Título        |

## Máximos goleadores
| N.º | Nombre              | Equipo             | Goles |
| --- | ------------------- | ------------------ | ----- |
| 1   | Emil Jakobsen       | GOG Gudme          | 96    |
| 2   | Ómar Ingi Magnússon | SC Magdeburg       | 94    |
| 3   | Alexander Kotov     | Chejovskie Medvedi | 72    |
| 4   | Jerry Tollbring     | Rhein-Neckar Löwen | 71    |
| 5   | Halil Jaganjac      | RK Nexe Našice     | 69    |